# ОУ „Св. Св. Кирил и Методий“ (Битоля)
Основното училище „Св. св. Кирил и Методий“ е училище в град Битоля, днес в Северна Македония. Открито е в Битоля, тогава в Османската империя, през 1897 година от страна на Битолската българска община. Разположено е на десния бряг на Драгор, непосредствено до църквата „Рождество Богородично“.